# トクトア・ブハ
トクトア・ブハ（モンゴル語: Тогтох Бух、英語：Toghtoa Bukha、1422年 - 1452年1月19日）は、モンゴル帝国の第27代（北元としては第13代）ハーン（在位1433年 - 1452年）。モンゴルの年代記では、タイスン・ハーン（Тайсун хаан、Tayisung Khan）の名前で書かれる。漢文史料では脱脱不花と表記される。

## 出自
トクトア・ブハはモンゴルの再統一を成し遂げたダヤン・ハーンの曾祖父アクバルジの兄にあたり、ダヤン・ハーンから始まる北元の皇族の系譜は彼から明らかになる。トクトア・ブハはチンギス・ハーンの末裔であるが、どの王家の出身かは明確になっていない。
中国で編纂された『明史』『万暦武功録』では、元の王家の出身とされている。1442年にトクトア・ブハが李氏朝鮮の世宗に宛てて出した書簡では、クビライの子孫を自称していた。

## 生涯

### 即位前
即位前はオルク・テムル・ハーンの元に出仕していた。オルク・テムルが殺害され、アリクブケ家のオルジェイ・テムルがハーンに即位すると、1409年に明に投降した。トクトア・ブハは明に帰順した後、甘粛辺境のエジネに居住する。

### 即位後
15世紀初頭にモンゴル高原で台頭していたオイラト部族の指導者トゴンはハーンを称そうとしたが、伝統的なチンギス統原理のためにハーンへの即位を反対された。トクトア・ブハはトゴンによってモンゴル高原に呼び戻され、1433年にハーンに即位した。1434年にオイラトと敵対していたアルクタイを討ち、1438年にトクトア・ブハの即位前にハーンを称していたアダイを滅ぼした。トクトア・ブハはオイラトからフルンボイルを与えられ、ケルレン川を本拠地とした。アルクタイが率いていた部衆はトクトア・ブハの傘下に入り、トゴンは丞相（チンサン）となり、名目上はトクトア・ブハがトゴンの上に立つ形となった。
トゴンが没し、彼の子であるエセンがオイラトの指導者となった後も、トクトア・ブハは依然としてオイラトの傀儡君主だった。トクトア・ブハは明の朝廷に朝貢し、明側は彼を他の部族長より厚く扱い、文書には「達達可汗（タタル・ハーン）」の称号が使われた。1449年の土木の変に先立つ明への侵入では、モンゴル高原東部のウリヤンハイ三衛を率いて遼東を攻撃した。
土木の変の後、太子（後継者）の擁立を巡ってトクトア・ブハとエセンの間に対立が生まれる。トクトア・ブハにはエセンの姉が妃として与えられていたがエセンの姉との間に生まれた子を太子に立てようとせず、別の妃との間に生まれた子を太子に指名しようとしたため、エセンは不満を持った。また、エセンはトクトア・ブハが明と結託してオイラトを滅ぼそうとしていると疑っていた。トクトア・ブハはハラチン部から送られた援軍とともにエセンを攻撃するが、敗北する。敗れたトクトア・ブハはウリヤンハイ三衛に逃れるが、そこで殺害された。
トクトア・ブハの死後、北元の皇族はオイラトの人間を母に持つ者を除いて虐殺された。

## 妻子女
アルタガルジン・ハトン…ゴルラト部。離婚した。
- モーラン・ハーン

小ハトン・サムル太后…チョロス部。オイラトの族長エセン・タイシの姉
- マルコルギス・ハーン